# تطور الإنسان (أحياء)

مراحل النماء السابق للولادة

تطور جسم الإنسان هي عملية النمو حتى النضج. تبدأ العملية بالتخصيب، حيث تخترق خلية منوية من ذكر بويضة تخرج من مبيض الأنثى. يتطور الزيجوت الناتج من خلال الانقسام الفتيلي وتمايز الخلايا، ثم يزرع الجنين الناتج في الرحم، حيث يستمر الجنين في التطور خلال مرحلة الجنين حتى الولادة. يستمر المزيد من النمو والتطور بعد الولادة، ويشمل النمو البدني والنفسي على حد سواء، المتأثر بالعوامل الوراثية والهرمونية والبيئية وغيرها. ويستمر هذا طوال الحياة: من خلال الطفولة والمراهقة حتى مرحلة البلوغ.